# توشياكي توكيأوكا
توشياكي توكيأوكا (باليابانية: 月岡 利明) (14 نوفمبر 1971 في ميازاكي في اليابان – )؛ هو لاعب كرة قدم سابق كان يلعب كمدافع.